# Absurdismo

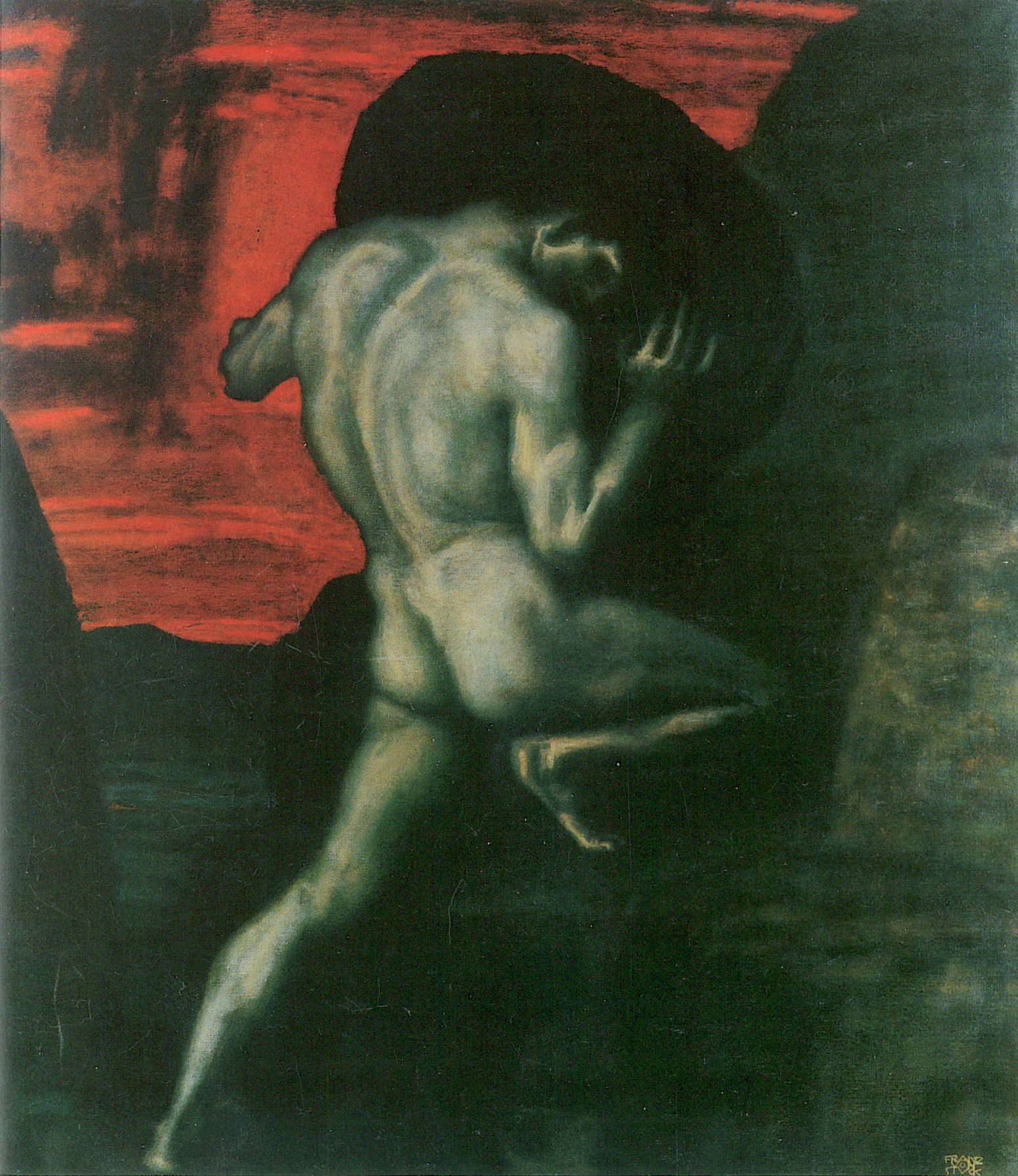
Sísifo, o símbolo do absurdo da existência, pintura de Franz Stuck (1920).

O absurdismo é a teoria filosófica de que a vida em geral é absurda. Isto implica que o mundo carece de sentido ou de um propósito superior e não é totalmente inteligível pela razão. O termo "absurdo" também tem um sentido mais específico no contexto do absurdismo: refere-se a um conflito ou uma discrepância entre duas coisas, mas há várias discordâncias sobre sua natureza exata. Essas discordâncias têm várias consequências para saber se o absurdismo é verdadeiro e para os argumentos citados a favor e contra ele. Os relatos populares caracterizam o conflito como uma colisão entre o homem racional e um universo irracional, entre intenção e resultado ou entre avaliação subjetiva e valor objetivo. Um aspecto importante do absurdismo é sua afirmação de que o mundo como um todo é absurdo. A este respeito, difere da tese incontroversa e menos global de que algumas situações, pessoas ou fases da vida particulares são absurdas.
Vários componentes do absurdo são discutidos na literatura acadêmica e diferentes teóricos frequentemente concentram sua definição e pesquisa em diferentes componentes. No nível prático, o conflito subjacente ao absurdo é caracterizado pela luta do indivíduo para encontrar sentido em um mundo sem sentido. O componente teórico, por outro lado, enfatiza mais a incapacidade epistêmica da razão de penetrar e compreender a realidade. Tradicionalmente, o conflito é caracterizado como uma colisão entre um componente interno, pertencente à natureza humana, e um componente externo, pertencente à natureza do mundo. No entanto, alguns teóricos posteriores sugeriram que ambos os componentes podem ser internos: a capacidade de ver através da arbitrariedade de qualquer propósito final, por um lado, e a incapacidade de parar de se preocupar com tais propósitos, por outro. Certos relatos também envolvem um componente metacognitivo ao sustentar que uma consciência do conflito é necessária para que o absurdo surja.
Alguns argumentos a favor do absurdismo se concentram na insignificância humana no universo, no papel da morte, ou na implausibilidade, ou irracionalidade de postular um propósito último. As objeções ao absurdismo frequentemente sustentam que a vida é de fato significativa, ou apontam certas consequências problemáticas ou inconsistências do absurdismo. Os defensores do absurdismo muitas vezes reclamam que ele não recebe a atenção dos filósofos profissionais que merece em virtude da importância do tema e de seu potencial impacto psicológico sobre os indivíduos afetados na forma de crises existenciais. Várias respostas possíveis para lidar com o absurdismo e seu impacto foram sugeridas. As três respostas discutidas na literatura absurdista tradicional são o suicídio, a crença religiosa em um propósito superior e a rebelião contra o absurdo. Destas respostas, a rebelião é geralmente apresentada como a resposta recomendada, pois, ao contrário das outras duas respostas, não escapa ao absurdo e, em vez disso, reconhece-o pelo que é. Teóricos posteriores sugeriram respostas adicionais, como usar a ironia para levar a vida menos a sério ou permanecer ignorante do conflito responsável. Alguns absurdistas argumentam que é insignificante se e como o indivíduo responde. Isso se baseia na ideia de que, se nada realmente importa, então a resposta humana a este fato também não importa.
O termo "absurdismo" está mais estreitamente associado com a filosofia de Albert Camus. Mas precursores importantes e discussões do absurdo também são encontrados nas obras de Søren Kierkegaard. O absurdismo está intimamente relacionado a vários outros conceitos e teorias. Sua perspectiva básica é inspirada pela filosofia existencialista. No entanto, o existencialismo inclui compromissos teóricos adicionais e frequentemente assume uma atitude mais otimista em relação à possibilidade de encontrar ou criar sentido na vida de alguém. O absurdismo e o niilismo compartilham a crença de que a vida não tem sentido. Mas os absurdistas não tratam isso como um fato isolado e estão interessados no conflito entre o desejo humano de sentido e a falta dele no mundo. Ser confrontado com este conflito pode desencadear uma crise existencial, na qual experiências desagradáveis, como ansiedade ou depressão, podem empurrar os afetados a encontrar uma resposta para lidar com o conflito.

## Definição
O absurdismo é a tese filosófica de que a vida, ou o mundo em geral, é absurda. Há um amplo acordo de que o termo "absurdo" implica uma falta de sentido ou propósito, mas também há uma disputa significativa sobre sua definição exata e várias versões foram sugeridas. A escolha da definição tem implicações importantes para se a tese do absurdismo é correta e para os argumentos citados a favor e contra: pode ser verdadeira com uma definição e falsa com outra.
Em um sentido geral, o absurdo é o que carece de sentido, muitas vezes porque envolve alguma forma de contradição. O absurdo é paradoxal porque não pode ser compreendido pela razão. Mas, no contexto do absurdismo, o termo é normalmente usado em um sentido mais específico. De acordo com a maioria das definições, envolve um conflito, uma discrepância ou uma colisão entre duas coisas. As opiniões diferem sobre o que são essas duas coisas. Por exemplo, é tradicionalmente identificado como o confronto do homem racional com um mundo irracional ou como a tentativa de compreender algo baseado em razões, mesmo que esteja além dos limites da racionalidade. Definições semelhantes veem a discrepância entre intenção e resultado, entre aspiração e realidade ou entre avaliação subjetiva e valor objetivo como a fonte do absurdo. Outras definições localizam ambos os lados conflitantes dentro do homem: a capacidade de apreender a arbitrariedade dos fins finais e a incapacidade de deixar de lado os compromissos com eles. Em relação ao conflito, o absurdismo difere do niilismo, pois não é apenas a tese de que nada importa. Em vez disso, inclui o componente que as coisas parecem ser importantes para nós e que essa impressão não pode ser sacudida. Esta diferença se expressa no aspecto relacional do absurdo, já que constitui um conflito entre dois lados.
Vários componentes do absurdo foram sugeridos e diferentes pesquisadores muitas vezes focam sua definição e investigação em um desses componentes. Alguns relatos enfatizam os componentes práticos relacionados ao indivíduo em busca de sentido, enquanto outros enfatizam os componentes teóricos sobre ser incapaz de conhecer o mundo ou de compreendê-lo racionalmente. Um desacordo diferente diz respeito a se o conflito existe apenas internamente ao indivíduo ou se é entre as expectativas do indivíduo e o mundo externo. Alguns teóricos também incluem o componente metacognitivo que o absurdo implica que o indivíduo está ciente deste conflito.
Um aspecto importante do absurdismo é que o absurdo não se limita a situações particulares, mas abrange a vida como um todo. Há um consenso geral de que as pessoas são frequentemente confrontadas com situações absurdas na vida cotidiana. Muitas vezes surgem quando há um descompasso sério entre as intenções e a realidade. Por exemplo, uma pessoa lutando para quebrar uma pesada porta da frente é absurda se a casa que está tentando invadir carece de uma parede traseira e poderia ser facilmente acessada por esta rota. Mas a tese filosófica do absurdismo é muito mais abrangente, pois não se restringe a situações, pessoas ou fases da vida individuais. Em vez disso, afirma que a vida, ou o mundo como um todo, é absurdo. A afirmação de que o absurdo tem tal extensão global é controversa, em contraste com a afirmação mais fraca de que algumas situações são absurdas.
A perspectiva do absurdismo geralmente vem à tona quando o agente dá um passo para trás de seus compromissos cotidianos individuais com o mundo para avaliar sua importância a partir de um contexto mais amplo. Tal avaliação pode resultar na percepção de que os compromissos cotidianos são muito importantes para nós, apesar do fato de que eles não têm sentido real quando avaliados a partir de uma perspectiva mais ampla. Essa avaliação revela o conflito entre a significância vista pela perspectiva interna e a arbitrariedade revelada pela perspectiva externa. O absurdo se torna um problema, pois há um forte desejo de sentido e propósito, mesmo que eles pareçam estar ausentes. A este respeito, o conflito responsável pelo absurdo muitas vezes constitui ou é acompanhado por uma crise existencial.

## Componentes

### Prático e teórico
Um componente importante do absurdo no nível prático diz respeito à seriedade que as pessoas trazem para a vida. Esta seriedade se reflete em muitas atitudes e áreas diferentes, por exemplo, no que diz respeito à fama, prazer, justiça, conhecimento ou sobrevivência, tanto em relação a nós mesmos quanto aos outros. Mas parece haver uma discrepância entre a seriedade com que levamos nossas vidas e as vidas dos outros, por um lado, e o quão arbitrários eles e o mundo em geral parecem ser, por outro lado. A colisão entre estes dois lados pode ser definida como o absurdo. Isto talvez seja melhor exemplificado, por exemplo, quando o agente está seriamente empenhado em escolher entre opções arbitrárias, nenhuma das quais realmente importa.
Alguns teóricos caracterizam os lados éticos do absurdismo e niilismo da mesma forma como a visão de que não importa como agimos ou que "tudo é permitido". Nessa visão, um aspecto importante do absurdo é que qualquer fim ou propósito superior que escolhamos perseguir, também pode ser colocado em dúvida, pois, no último passo, sempre falta uma justificativa de ordem superior. Mas geralmente, uma distinção entre o absurdismo e o niilismo é feita, pois o absurdismo envolve o componente adicional de que há um conflito entre o desejo do homem por sentido e a ausência de sentido.
Em uma visão mais teórica, o absurdismo é a crença de que o mundo é, em sua essência, indiferente e impenetrável em relação às tentativas humanas de descobrir sua razão mais profunda ou que não pode ser conhecido. De acordo com este componente teórico, envolve o problema epistemológico das limitações humanas de conhecer o mundo. Isto inclui a tese de que o mundo é, de maneira crítica, incompreensível para os humanos, tanto em relação ao que acreditar quanto a como agir. Isto se reflete no caos e na irracionalidade do universo, que age de acordo com suas próprias leis de maneira indiferente às preocupações e aspirações humanas. Está intimamente relacionado à ideia de que o mundo permanece em silêncio quando perguntamos por quê as coisas são do jeito que são. Este silêncio surge da impressão de que, no nível mais fundamental, todas as coisas existem sem uma razão: elas simplesmente estão lá. Um aspecto importante destas limitações para conhecer o mundo é que elas são essenciais para a cognição humana, ou seja, não são devidas a seguir princípios falsos ou fraquezas acidentais, mas são inerentes às próprias faculdades cognitivas humanas.
Alguns teóricos também associam esse problema à circularidade da razão humana, que é muito hábil em produzir cadeias de justificação ligando uma coisa a outra enquanto tenta e falha fazer o mesmo para a cadeia de justificação como um todo ao dar um passo reflexivo para trás. Isto implica que a razão humana não é apenas limitada demais para compreender a vida como um todo, mas que, se alguém seriamente tentasse fazê-lo de qualquer forma, sua circularidade infundada poderia entrar em colapso e levar à loucura.

### Interno e externo
Um importante desacordo na literatura acadêmica sobre a natureza do absurdismo e o absurdo concentra-se especificamente em se os componentes responsáveis pelo conflito são internos ou externos. De acordo com a posição tradicional, o absurdo tem componentes internos e externos: é devido à discrepância entre o desejo interno do homem de levar uma vida significativa e a falta de sentido externo no mundo. Nesta visão, os seres humanos têm entre seus desejos algumas aspirações transcendentes que buscam uma forma superior de sentido na vida. O absurdo surge porque essas aspirações são ignoradas pelo mundo, que é indiferente à nossa "necessidade de validação da importância de nossas preocupações". Isto implica que o absurdo "não está no homem ...  nem no mundo, mas em sua presença conjunta". Esta posição foi rejeitada por alguns teóricos posteriores, que sustentam que o absurdo é puramente interno porque "deriva não de uma colisão entre nossas expectativas e o mundo, mas de uma colisão dentro de nós mesmos".
A distinção é importante, já que, nesta última visão, o absurdo está embutido na natureza humana e prevaleceria não importa como fosse o mundo. Portanto, não é apenas que o absurdismo é verdadeiro no mundo real. Em vez disso, qualquer mundo possível, mesmo um desenhado por um deus divino e guiado por ele de acordo com seu propósito superior, ainda seria igualmente absurdo para o homem. A este respeito, o absurdo é o produto do poder de nossa consciência de dar um passo atrás do que está considerando e refletir sobre a razão de seu objeto. Quando este processo é aplicado ao mundo como um todo, incluindo Deus, está destinado a falhar em sua busca por uma razão ou uma explicação, não importa como seja o mundo. Neste sentido, o absurdo surge do conflito entre características de nós mesmos: "nossa capacidade de reconhecer a arbitrariedade de nossas preocupações últimas e nossa incapacidade simultânea de renunciar a nosso compromisso com elas". Esta visão tem o efeito colateral de que o absurdo depende do fato de que a pessoa afetada o reconheça. Por exemplo, as pessoas que não conseguem reconhecer a arbitrariedade ou o conflito não seriam afetadas.

### Metacognitivo
De acordo com alguns pesquisadores, um aspecto central do absurdo é que o agente está ciente da existência do conflito correspondente. Isto significa que a pessoa sabe tanto da seriedade que investe quanto de que parece inapropriada em um mundo arbitrário. Também implica que outras entidades que não possuem essa forma de consciência, como a matéria não orgânica ou formas de vida inferiores, não são absurdas e não enfrentam esse problema particular. Alguns teóricos também enfatizam que o conflito permanece apesar da consciência do indivíduo, ou seja, que o indivíduo continua a cuidar de suas preocupações diárias, apesar de sua impressão de que, em grande escala, essas preocupações não têm sentido. Os defensores do componente metacognitivo argumentaram que ele consegue explicar por quê o absurdo é atribuído principalmente às aspirações humanas, mas não aos animais inferiores: porque lhes falta essa consciência metacognitiva. No entanto, outros pesquisadores rejeitam o requisito metacognitivo com base no fato de que limitaria severamente o alcance do absurdo para apenas àqueles possivelmente poucos indivíduos que reconhecem claramente a contradição enquanto poupa o resto. Assim, os opositores argumentam que não reconhecer o conflito é tão absurdo quanto viver conscientemente através dele.

## Argumentos

### A favor
Vários argumentos populares são frequentemente citados a favor do absurdismo. Alguns se concentram no futuro, apontando que nada do que fazemos hoje importará em um milhão de anos. Uma linha de argumentação semelhante aponta para o fato de que nossas vidas são insignificantes por causa de quão pequenas são em relação ao universo como um todo, tanto no que diz respeito às suas dimensões espaciais quanto temporais. A tese do absurdismo também se baseia às vezes no problema da morte, ou seja, que não há um fim último que possamos perseguir, já que todos nós vamos morrer. Neste sentido, diz-se que a morte destrói todos os nossos êxitos obtidos com muito esforço, tais como a carreira, a riqueza ou o conhecimento. Este argumento é mitigado, em certa medida, pelo fato de que também podemos ter efeitos positivos na vida de outras pessoas. Mas isto não resolve completamente o problema, já que o mesmo assunto, ou seja, a falta de um fim último, também se aplica às suas vidas. Thomas Nagel se opôs a estas linhas de argumentação com base na afirmação de que são circulares: assumem em vez de estabelecer que a vida é absurda. Por exemplo, a afirmação de que nossas ações hoje não importarão em um milhão de anos não implica diretamente que elas não importam hoje. E da mesma forma, o fato de um processo não atingir um objetivo final significativo não implica que o processo como um todo não tenha valor, já que algumas partes do processo podem conter sua justificação sem depender de uma justificação externa a elas.
Outro argumento procede indiretamente ao apontar como vários grandes pensadores têm elementos irracionais óbvios em seus sistemas de pensamento. Estes supostos erros da razão são então tomados como sinais do absurdismo que pretendiam esconder ou evitar. Desta perspectiva, a tendência a postular a existência de um Deus benevolente pode ser vista como uma forma de mecanismo de defesa ou pensamento ilusório para evitar uma verdade perturbadora e inconveniente. Isto está intimamente relacionado à ideia de que os seres humanos têm um desejo inato de sentido e propósito, que é impedido por um universo sem sentido e indiferente. Por exemplo, René Descartes pretende construir um sistema filosófico baseado na certeza absoluta do "penso, logo existo" apenas para introduzir sem uma justificação adequada a existência de um Deus benevolente e não enganador em um passo posterior, a fim de garantir que possamos conhecer o mundo externo. Um passo problemático semelhante é dado por John Locke, que aceita a existência de um Deus além da experiência sensorial, apesar de seu estrito empirismo, que exige que todo o conhecimento seja baseado na experiência sensorial.
Outros teóricos argumentam a favor do absurdismo com base na afirmação de que o sentido é relacional. A este respeito, para que algo tenha sentido, deve estar em relação a outra coisa que tenha sentido. Por exemplo, uma palavra tem sentido por causa de sua relação com uma língua ou a vida de alguém pode ter sentido porque esta pessoa dedica seus esforços a um projeto de maior significado, como servir a Deus ou lutar contra a pobreza. Uma consequência importante desta caracterização do sentido é que ela ameaça levar a uma regressão infinita: a cada passo, algo tem sentido porque outra coisa tem sentido, que por sua vez só tem sentido porque está relacionada a outra coisa com sentido, e assim por diante. Esta cadeia infinita e o absurdo correspondente poderiam ser evitados se algumas coisas tivessem um sentido intrínseco ou último, ou seja, se seu sentido não dependesse do sentido de outra coisa. Por exemplo, se as coisas em grande escala, como Deus ou a luta contra a pobreza, tivessem sentido, então nossos compromissos cotidianos poderiam ter sentido se estivessem na relação correta com elas. No entanto, se esses contextos mais amplos carecem de sentido então eles são incapazes de atuar como fontes de sentido para outras coisas. Isto levaria ao absurdo quando entendido como o conflito entre a impressão de que nossos compromissos cotidianos são significativos mesmo que careçam de sentido porque não estão em relação com outra coisa que tem sentido.
Outro argumento para o absurdismo baseia-se na tentativa de avaliar os padrões do que importa e por que importa. Tem-se argumentado que a única maneira de responder a tal pergunta é em referência a esses padrões mesmos. Isto significa que, no final, depende apenas de nós, que "o que nos parece importante ou sério ou valioso não pareceria assim se fôssemos constituídos de maneira diferente". A circularidade e a falta de fundamento desses padrões são então usadas para argumentar a favor do absurdismo.

### Contra
A crítica mais comum ao absurdismo é argumentar que a vida, de fato, tem sentido. Os argumentos sobrenaturalistas a este respeito são baseados na afirmação de que Deus existe e atua como a fonte de sentido. Os argumentos naturalistas, por outro lado, sustentam que várias fontes de sentido podem ser encontradas no mundo natural sem o recurso a um reino sobrenatural. Alguns deles argumentam que o sentido é subjetivo. Nesta visão, se uma determinada coisa tem sentido varia de pessoa para pessoa com base em sua atitude subjetiva em relação a esta coisa. Outros encontram sentido em valores objetivos, por exemplo, na moralidade, no conhecimento ou na beleza. Todas estas diferentes posições têm em comum que afirmam a existência de sentido, em contraste com o absurdismo.
Outra crítica ao absurdismo se concentra em sua atitude negativa em relação aos valores morais. Na literatura absurdista, a dimensão moral é por vezes totalmente negada, por exemplo, ao sustentar que os juízos de valor devem ser descartados ou que a rejeição de Deus implica a rejeição dos valores morais. Nesta visão, o absurdismo traz consigo uma forma altamente controversa de niilismo moral. Isto significa que há uma falta, não apenas de um propósito maior na vida, mas também de valores morais. Estes dois lados podem ser ligados pela ideia de que, sem um propósito superior, nada vale a pena perseguir que possa dar sentido à própria vida. Esta falta de valor parece se aplicar tanto a ações moralmente relevantes quanto a outros assuntos. A este respeito, "a crença no sentido da vida implica sempre uma escala de valores" enquanto "a crença no absurdo ...  ensina o contrário". Várias objeções a tal posição foram apresentadas, por exemplo, que viola o senso comum ou que leva a numerosas consequências radicais, como que ninguém é culpado de qualquer comportamento repreensível ou que não há regras éticas.
Mas esta atitude negativa em relação aos valores morais nem sempre é mantida consistentemente pelos absurdistas e algumas das respostas sugeridas sobre como lidar com o absurdo parecem defender explicitamente a existência de valores morais. Devido a essa ambiguidade, outros críticos do absurdismo se opuseram a ele com base em sua inconsistência. Os valores morais defendidos pelos absurdistas muitas vezes se sobrepõem à perspectiva ética do existencialismo e incluem traços como sinceridade, autenticidade e coragem como virtudes. Neste sentido, os absurdistas frequentemente argumentam que importa como o agente enfrenta o absurdo de sua situação e que a resposta deve exemplificar estas virtudes. Este aspecto é particularmente proeminente na ideia de que o agente deve se rebelar contra o absurdo e viver sua vida autenticamente como uma forma de revolta apaixonada.
Alguns veem esta última posição como inconsistente com a ideia de que não há sentido na vida: se nada importa, então também não deveria importar como respondemos a este fato. Assim, os absurdistas parecem estar comprometidos tanto com a afirmação de que os valores morais existem quanto com a de que eles não existem. Os defensores do absurdismo tentaram resistir a essa linha de argumentação argumentando que, em contraste com outras respostas, permanece fiel à visão básica do absurdismo e à "lógica do absurdo" ao reconhecer a existência do absurdo em vez de negá-lo. Mas esta defesa nem sempre é aceita. Uma de suas deficiências parece ser que comete a falácia do ser e dever: o absurdismo se apresenta como uma afirmação descritiva sobre a existência e a natureza do absurdo, mas depois passa a postular várias afirmações normativas. Outra defesa do absurdismo consiste em enfraquecer as afirmações sobre como se deve responder ao absurdo e quais virtudes tal resposta deve exemplificar. Nesta visão, o absurdismo pode ser entendido como uma forma de autoajuda que meramente fornece conselhos prudenciais. Tais conselhos prudenciais podem ser úteis para certas pessoas sem pretender ter o status de valores morais universalmente válidos ou julgamentos normativos categóricos. Assim, o valor do conselho prudencial pode ser meramente relativo aos interesses de algumas pessoas, mas não valioso em um sentido mais geral. Desta forma, os absurdistas tentaram resolver a aparente inconsistência em sua posição.

## Exemplos
Segundo o absurdismo, a vida em geral é absurda: o absurdo não se limita apenas a uns poucos casos específicos. No entanto, alguns casos são exemplos mais paradigmáticos do que outros. O mito de Sísifo é muitas vezes tratado como um exemplo chave do absurdo. Nele, Zeus castiga o rei Sísifo, obrigando-o a rolar uma rocha enorme por uma colina acima. Sempre que a rocha chega ao topo, ela rola novamente para baixo, forçando Sísifo a repetir a mesma tarefa uma e outra vez por toda a eternidade. Esta história pode ser vista como uma parábola absurda da desesperança e futilidade da vida humana em geral: assim como Sísifo, o homem em geral está condenado a trabalhar dia após dia na tentativa de cumprir tarefas inúteis, que serão substituídas por novas tarefas inúteis uma vez que sejam concluídas. Foi argumentado que um aspecto central da situação de Sísifo não é apenas a futilidade de seu trabalho, mas também sua consciência da futilidade.
Outro exemplo do aspecto absurdista da condição humana é dado em O Processo de Franz Kafka. Nele, o protagonista Josef K. é preso e processado por uma autoridade inacessível, embora esteja convencido de que não fez nada de errado. Ao longo da história, ele tenta desesperadamente descobrir de quais crimes é acusado e como se defender. Mas no final, abandona suas tentativas fúteis e se submete à sua execução sem nunca descobrir do que foi acusado. A natureza absurda do mundo é exemplificada pelo funcionamento misterioso e impenetrável do sistema judicial, que parece indiferente a Josef K. e resiste a todas as suas tentativas de dar sentido a ele.

## Importância
Filósofos do absurdo muitas vezes reclamam que o tema do absurdo não recebe a atenção dos filósofos profissionais que merece, especialmente quando comparado a outras áreas filosóficas perenes de investigação. Tem sido argumentado, por exemplo, que isto pode ser visto na tendência de vários filósofos ao longo dos tempos de incluir a existência epistemicamente duvidosa de Deus em seus sistemas filosóficos como fonte de explicação última dos mistérios da existência. A esse respeito, essa tendência pode ser vista como uma forma de mecanismo de defesa ou pensamento ilusório que constitui um efeito colateral da importância não reconhecida e ignorada do absurdo. Enquanto algumas discussões sobre o absurdismo acontecem explicitamente na literatura filosófica, muitas vezes é apresentado de maneira menos explícita na forma de novelas ou peças de teatro. Essas apresentações geralmente acontecem contando histórias que exemplificam alguns dos aspectos-chave do absurdismo, embora não discutam explicitamente o tema.
Foi argumentado que reconhecer a existência do absurdo tem consequências importantes para a epistemologia, especialmente em relação à filosofia, mas também quando se aplica mais amplamente a outros campos. A razão para isto é que reconhecer o absurdo inclui tomar consciência das limitações cognitivas humanas e pode levar a uma forma de humildade epistêmica.
A impressão de que a vida é absurda pode, em alguns casos, ter sérias consequências psicológicas, como desencadear uma crise existencial. A este respeito, uma consciência tanto do absurdismo mesmo quanto das possíveis respostas a ele pode ser central para evitar ou resolver tais consequências.

## Possíveis respostas
A maioria dos pesquisadores argumenta que o conflito básico representado pelo absurdo não pode ser realmente resolvido. Isto significa que qualquer tentativa de fazê-lo está fadada a fracassar, mesmo que seus protagonistas possam não estar cientes de seu fracasso. Nesta visão, ainda há várias respostas possíveis, algumas melhores que outras, mas nenhuma capaz de resolver o conflito fundamental. O absurdismo tradicional, como exemplificado por Albert Camus, sustenta que há três respostas possíveis ao absurdismo: suicídio, crença religiosa ou revolta contra o absurdo. Kierkegaard e Camus descrevem as soluções em seus trabalhos, O Desespero Humano (1849) e O Mito de Sísifo (1941), respectivamente. Pesquisadores posteriores sugeriram mais maneiras de responder ao absurdismo.
Uma resposta muito direta e simples, embora bastante radical, é cometer suicídio. Segundo Camus, por exemplo, o problema do suicídio é o único "problema filosófico realmente sério". Consiste em buscar uma resposta para a pergunta "Devo me matar?". Esta resposta é motivada pela ideia de que, por mais que o agente se esforce, pode nunca alcançar seu objetivo de levar uma vida significativa, o que pode justificar a rejeição de continuar vivendo. A maioria dos pesquisadores reconhece que esta é uma forma de resposta ao absurdo, mas a rejeitam devido a sua natureza radical e irreversível e defendem, em vez disso, uma abordagem diferente.
Uma dessas respostas alternativas ao aparente absurdo da vida é assumir que há algum propósito último superior no qual o indivíduo pode participar, como o serviço à sociedade, o progresso da história ou a glória de Deus. Embora o indivíduo possa desempenhar apenas um pequeno papel na realização deste propósito global, ele ainda pode atuar como uma fonte de sentido. Desta maneira, o indivíduo pode encontrar sentido e assim escapar do absurdo. Um problema sério com essa abordagem é que o assunto do absurdo também se aplica a esse suposto propósito superior. Então, assim como os objetivos de uma única vida individual podem ser colocados em dúvida, isto se aplica igualmente a um propósito maior compartilhado por muitos. E se este propósito é absurdo em si, não pode atuar como fonte de sentido para o indivíduo que participa nele. Camus identifica esta resposta também como uma forma de suicídio, pertencente não ao nível físico, mas ao nível filosófico. É um suicídio filosófico no sentido de que o indivíduo apenas assume que o propósito superior escolhido tem sentido e, portanto, não reflete sobre sua absurdidade.
Os absurdistas tradicionais geralmente rejeitam tanto o suicídio físico quanto o filosófico como a resposta recomendada ao absurdo, geralmente com o argumento de que ambas as respostas constituem alguma forma de fuga que não consegue enfrentar o absurdo pelo que é. Apesar da gravidade e da inevitabilidade do absurdo, eles recomendam que devemos enfrentá-lo diretamente, ou seja, não fugir dele recuando na ilusão de falsas esperanças ou acabando com a própria vida. Neste sentido, aceitar a realidade do absurdo significa rejeitar qualquer esperança de uma vida após a morte feliz e livre dessas contradições. Em vez disso, o indivíduo deve reconhecer o absurdo e se envolver em uma rebelião contra ele. Tal revolta geralmente exemplifica certas virtudes estreitamente relacionadas ao existencialismo, como a afirmação da própria liberdade diante da adversidade, assim como a aceitação da responsabilidade e a definição da própria essência. Um aspecto importante deste estilo de vida é que a vida é vivida apaixonada e intensamente, convidando e buscando novas experiências. Tal estilo de vida pode ser exemplificado por um ator, um conquistador ou um artista da sedução que está constantemente em busca de novos papéis, conquistas ou pessoas atraentes, apesar de sua consciência da absurdidade destes empreendimentos. Outro aspecto reside na criatividade, ou seja, que o agente se vê e age como o criador de suas próprias obras e caminhos na vida. Isto constitui uma forma de rebelião no sentido de que o agente permanece consciente da absurdidade do mundo e de sua parte nele, mas continua se opondo a ele em vez de se resignar e admitir a derrota. Mas esta resposta não resolve o problema do absurdo em sua essência: mesmo uma vida dedicada à rebelião contra o absurdo continua sendo absurda em si mesma. Os defensores da resposta rebelde ao absurdo apontaram que, apesar de suas possíveis deficiências, ela tem uma vantagem importante sobre muitas de suas alternativas: consegue aceitar o absurdo pelo que é sem negá-lo ao rejeitar que existe ou ao cessar a própria existência. Alguns até sustentam que é a única resposta filosoficamente coerente ao absurdo. Kierkegaard, ao contrário, tratou tal solução como uma "loucura demoníaca": "He rages most of all at the thought that eternity might get it into its head to take his misery from him! - Ele se revolta com a ideia de que a eternidade poderia entrar em sua mente e retira-lo de sua miséria!".
Embora estas três respostas sejam as mais proeminentes na literatura absurdista tradicional, várias outras respostas também foram sugeridas. Em vez de rebelião, por exemplo, o absurdismo também pode levar a uma forma de ironia. Esta ironia não é suficiente para escapar completamente do absurdo da vida, mas pode mitigá-lo até certo ponto ao distanciar-se da seriedade da vida. De acordo com Thomas Nagel, pode haver, pelo menos teoricamente, duas respostas para realmente resolver o problema do absurdo. Isto se baseia na ideia de que o absurdo surge da consciência de um conflito entre dois aspectos da vida humana: que os seres humanos se preocupam com várias coisas e que o mundo parece arbitrário e não merece esta preocupação. O absurdo não surgiria se qualquer um dos elementos conflitantes deixasse de existir, ou seja, se o indivíduo parasse de se importar com as coisas, como algumas religiões orientais parecem sugerir, ou se pudesse encontrar algo que possua um sentido não arbitrário que mereça a preocupação. Para os teóricos que dão importância à consciência deste conflito pelo absurdo, outra opção se apresenta: permanecer ignorante dele na medida em que isso é possível.
Outros teóricos sustentam que uma resposta adequada ao absurdo pode ser nem possível nem necessária, que simplesmente continua sendo um dos aspectos básicos da vida, não importa como seja confrontado. Esta falta de resposta pode ser justificada através da tese do absurdismo mesmo: se nada realmente importa em grande escala, então isto se aplica igualmente às respostas humanas a este fato. Desta perspectiva, a rebelião apaixonada contra um estado de coisas aparentemente trivial ou sem importância parece menos como uma missão heroica e mais como uma missão de tolos. Jeffrey Gordon se opôs a esta crítica com base na afirmação de que há uma diferença entre o absurdo e a falta de importância. Assim, mesmo se a vida como um todo é absurda, alguns fatos sobre a vida ainda podem ser mais importantes que outros e o fato de que a vida como um todo é absurda seria um bom candidato para os fatos mais importantes.

## História
O absurdismo, como conceito, tem suas raízes no século XIX, como resultado das reflexões do filósofo dinamarquês Søren Kierkegaard. Já como sistema de crença, o absurdismo nasceu do movimento existencialista. O filósofo e escritor argelino Albert Camus rejeita certos aspectos do existencialismo quando publica seu ensaio O mito de Sísifo. As consequências da Segunda Guerra Mundial proporcionaram um ambiente social propício para as visões absurdistas, especialmente na devastada França, como as de Emil Cioran.
Uma ideia muito próxima ao conceito do absurdo deve-se a Immanuel Kant, que distingue entre fenômenos e númena. Essa distinção refere-se à lacuna entre como as coisas nos parecem e como elas são em si mesmas. Por exemplo, de acordo com Kant, espaço e tempo são dimensões pertencentes ao domínio dos fenômenos, pois é assim que as impressões sensoriais são organizadas pela mente, mas podem não ser encontradas no nível dos númena. O conceito de absurdo corresponde à tese de que existe tal lacuna e as limitações humanas podem impedir que a mente capte adequadamente a realidade, ou seja, que a realidade, neste sentido, permanece absurda para a mente.

## Relação com outros conceitos

### Crise existencial
O problema básico do absurdismo geralmente não é encontrado através de uma investigação filosófica desapaixonada, mas como a manifestação de uma crise existencial. As crises existenciais são conflitos internos nos quais o indivíduo luta com a impressão de que a vida carece de sentido. Elas são acompanhadas de várias experiências negativas, como estresse, ansiedade, desespero e depressão, que podem perturbar o funcionamento normal do indivíduo na vida cotidiana. Neste sentido, o conflito subjacente à perspectiva absurdista representa um desafio psicológico para os afetados. Este desafio se deve à impressão de que o vigoroso engajamento diário do agente está em incongruência com sua aparente insignificância encontrada através da reflexão filosófica. Perceber esta incongruência geralmente não é uma ocorrência agradável e pode levar à alienação e desesperança. A relação íntima com as crises psicológicas também se manifesta no problema de encontrar a resposta certa para este conflito desagradável, por exemplo, negando-o, tomando a vida menos a sério ou revoltando-se contra o absurdo. Mas aceitar a posição do absurdismo também pode ter certos efeitos psicológicos positivos. Neste sentido, pode ajudar o indivíduo a alcançar uma certa distância psicológica de dogmas não examinados e, assim, ajudá-lo a avaliar sua situação de uma perspectiva mais abrangente e objetiva. No entanto, traz consigo o perigo de nivelar todas as diferenças significativas e, assim, dificultar ao indivíduo a decisão sobre o que fazer ou como viver sua vida.

### Ceticismo epistemológico
Foi argumentado que o absurdismo no domínio prático se assemelha ao ceticismo epistemológico no domínio teórico. No caso da epistemologia, geralmente tomamos como certo nosso conhecimento do mundo ao nosso redor, embora, quando a dúvida metodológica é aplicada, resulta que este conhecimento não é tão inabalável como inicialmente suposto. Por exemplo, o agente pode decidir confiar em sua percepção de que o sol está brilhando, mas sua confiabilidade depende da suposição de que o agente não está sonhando, o que ele não saberia mesmo se estivesse sonhando. Em um sentido semelhante no domínio prático, o agente pode decidir tomar aspirina para evitar uma dor de cabeça, mesmo que não possa dar uma razão pela qual deveria se preocupar com seu próprio bem-estar. Em ambos os casos, o agente segue em frente com uma forma de confiança natural não suportada e toma a vida em grande parte como certa, apesar do fato de que seu poder de justificar é limitado apenas a um alcance bastante pequeno e falha quando aplicado ao contexto maior, do qual o alcance pequeno depende.